# Малімб помаранчевоволий
Малі́мб помаранчевоволий (Malimbus racheliae) — вид горобцеподібних птахів родини ткачикових (Ploceidae). Мешкає в Центральній Африці. Вид названий на честь Рейчел Кессін, дочки американського орнітолога Джона Кессіна.

## Поширення і екологія
Помаранчевоволі малімби мешкають в Нігерії, Камеруні, Екваторіальній Гвінеї і Габоні. Вони живуть у вологих рівнинних тропічних лісах. Живляться переважно комахами, яких шукають в кронах дерев.